# Agelena labyrinthica
Agelena labyrinthica là một loài nhện trong họ Agelenidae, một họ bao gồm 1146 loài nhện xây tổ phễu. Nó là loài phổ biến ở châu Âu.
Các loài trong họ có con cái trưởng thành có cơ thể dài khoảng 8–12 milimét (0,31–0,47 in) còn con đực dài khoảng 10–14 mm (0,39–0,55 in) đối với con cái. Agelena labyrinthica, thì có chiều dài cơ thể lên tới 18 mm (0,71 in). Bụng màu tối với một dải ở giữa nhạt với các mảng chữ v trắng.

## Hình ảnh

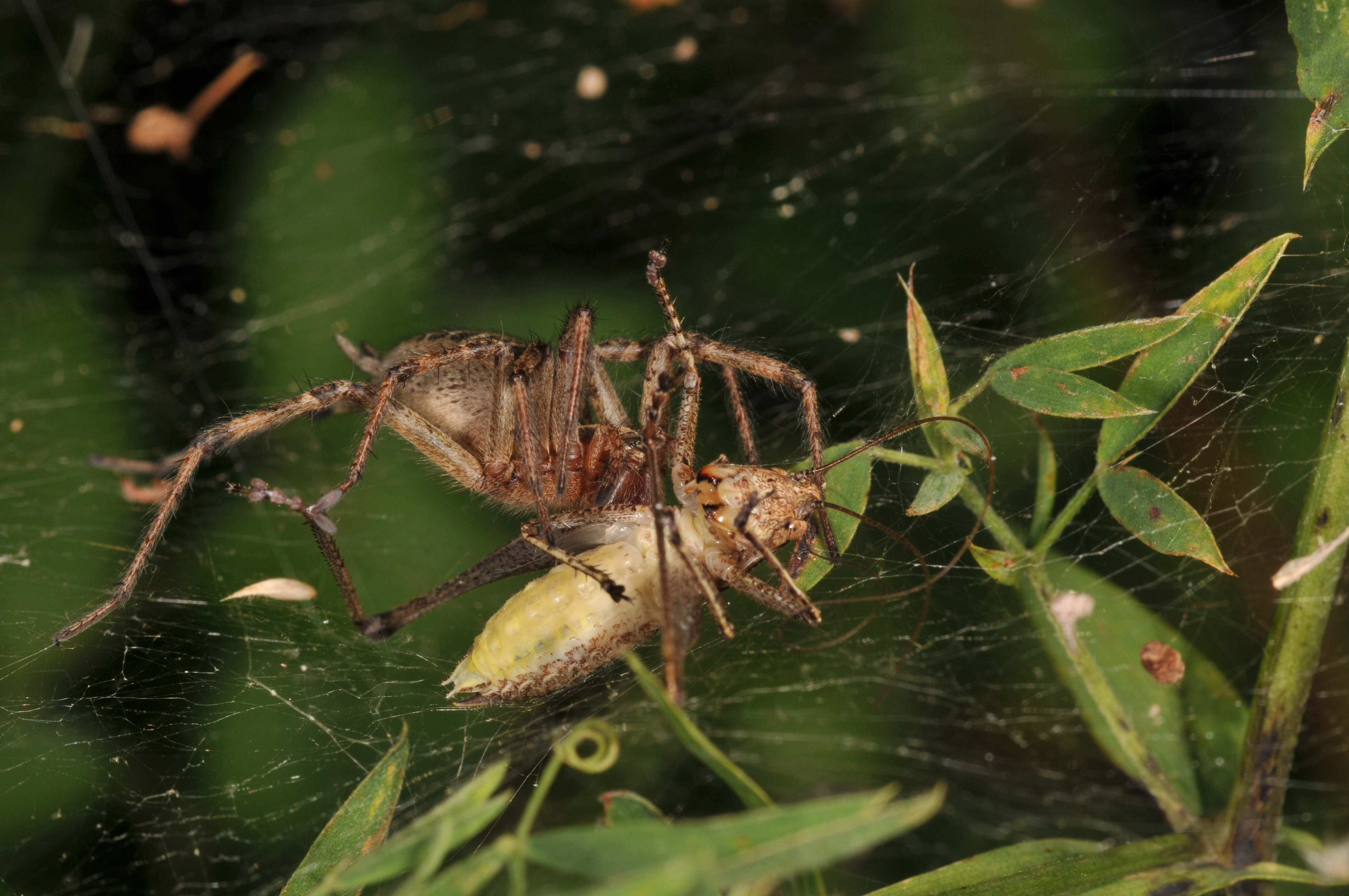
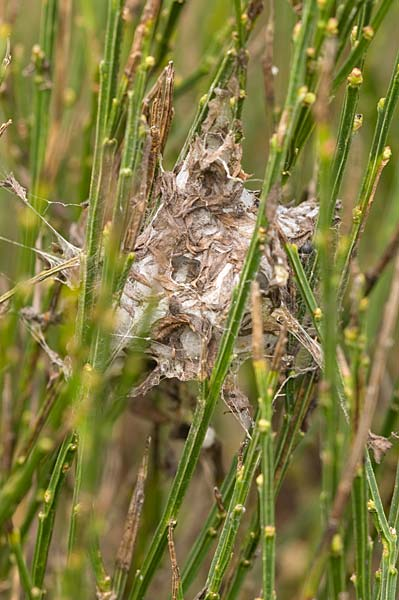
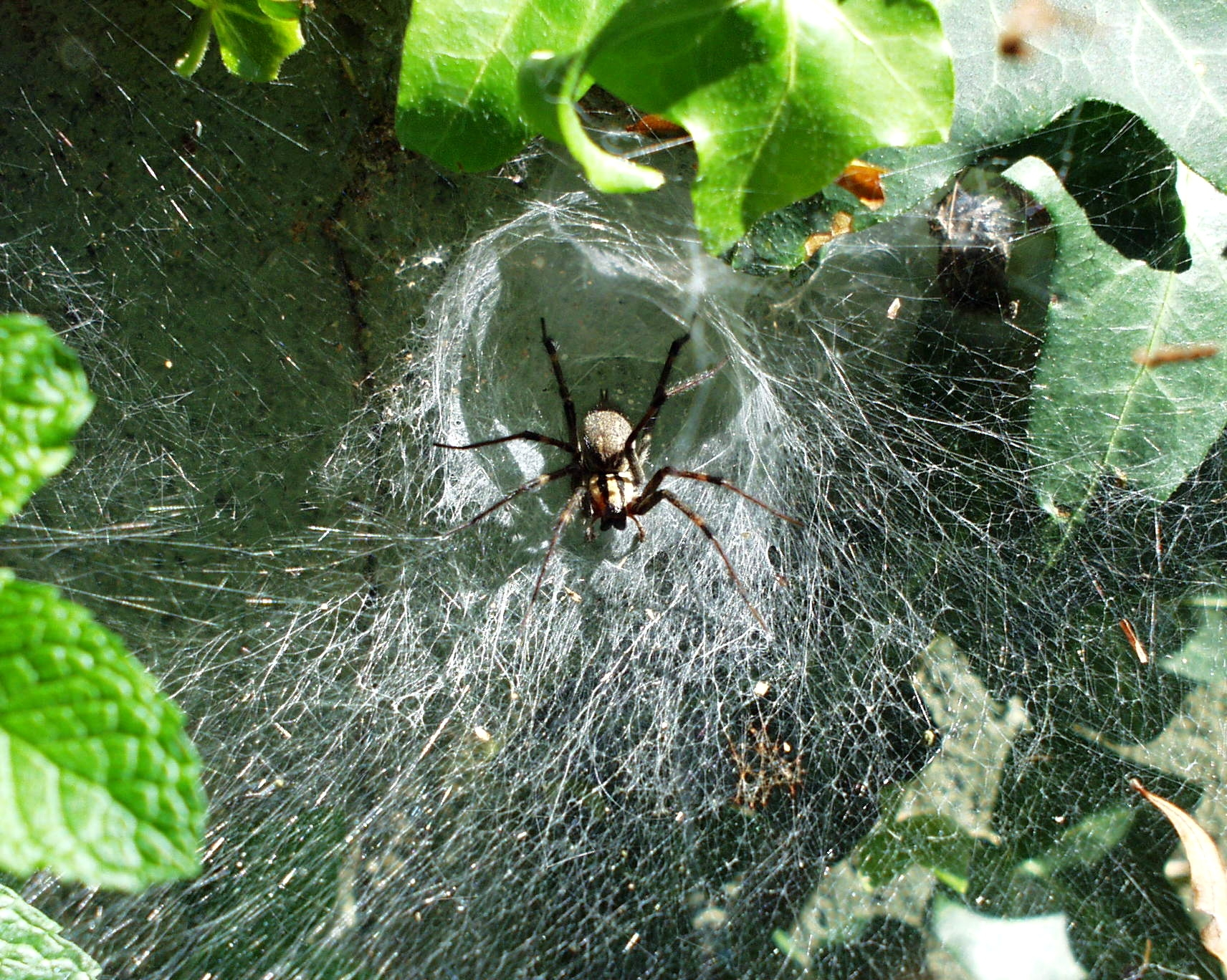
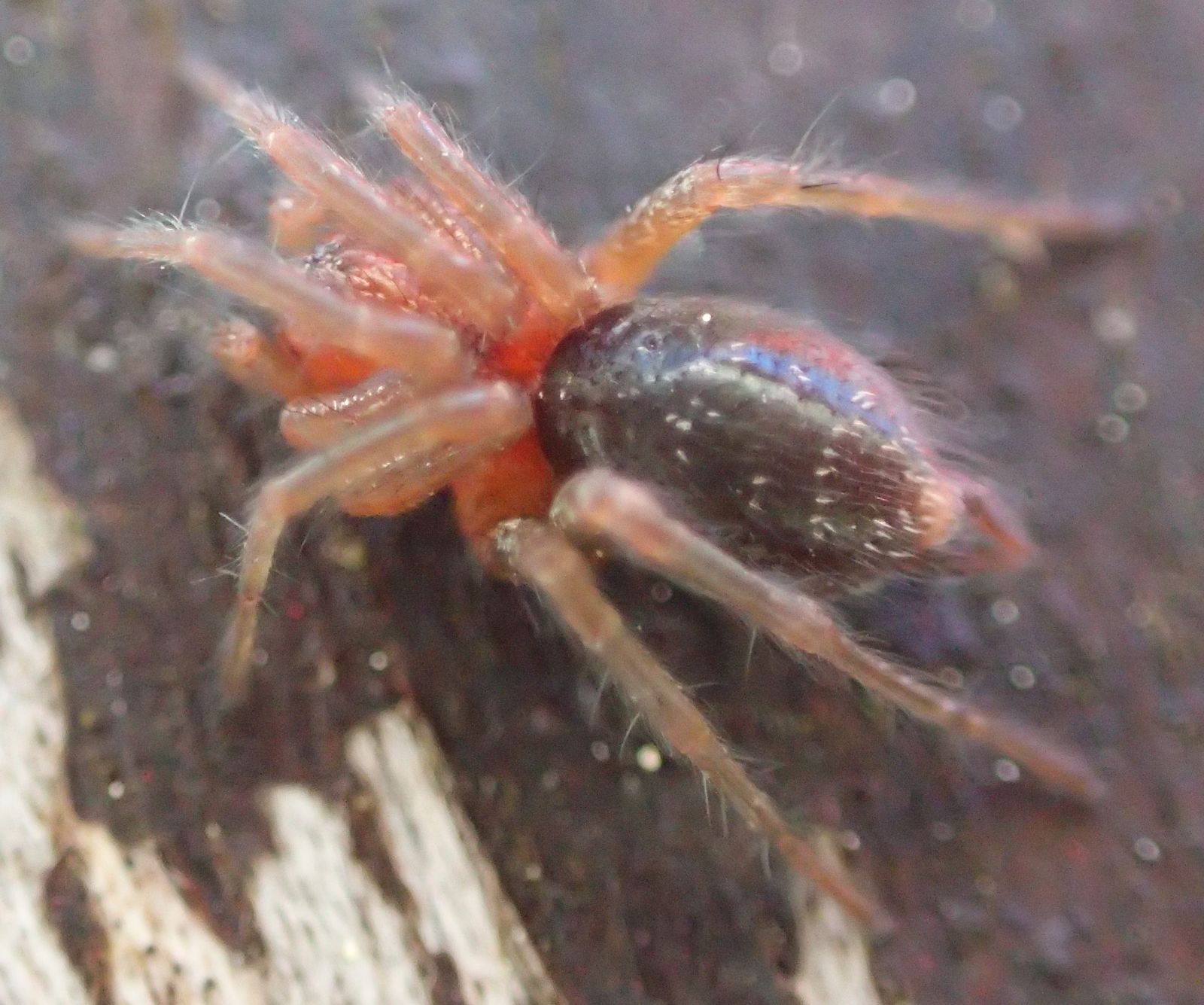
Còn rất trẻ